# Anabella López
Anabella López (Buenos Aires, 7 de novembro de 1984) é uma ilustradora argentina, atualmente residente no Brasil, com mais de trinta livros publicados. Formada em design gráfico pela Universidade de Buenos Aires, foi  parte da agência de design e tipografia “Fontana Diseño”, onde trabalhou desenvolvendo projetos de identidade visual e estratégias de comunicação complexas. Foi professora na Universidade de Buenos Aires durante 2 anos na matéria de “design gráfico”, e também formou parte da primeira escola de ilustração de Buenos Aires, Argentina, “Sótano Blanco”, na qual lecionou as oficinas anuais “processos criativos” e “técnicas digitais”. 
Como ilustradora, foi reconhecida com um Prêmio Jabuti na categoria de Ilustração de Livro Infantil ou Juvenil, no ano de 2015. Em 2017, seu livro “Barbazul” recebeu o Prêmio Cátedra 10, Selo Distinção, outorgado pela Cátedra Unesco de Leitura PUC-Rio. No mesmo ano obtém o Selo Altamente Recomendável 2018, da Fundação do Livro Infantil e Juvenil, e o Prêmio para Melhor Adaptação-Tradução Reconto Produção 2017.

## Biografia
Anabella nasceu em Buenos Aires, Argentina, em 1984. Em 2011, ilustra seu primeiro livro, "El espantoso monstruo del pantano". Em 2013 muda-se para o Brasil, onde funda e coordena, a escola de ilustração “Usina de Imagens” na cidade de Recife. Além das aulas regulares dentro da escola, ministra oficinas e workshops em diferentes estados do Brasil como Rio de Janeiro, Salvador, Brasília, Porto Alegre, São Paulo, Minas Gerais e Ceará.
A partir do ano 2009 trabalha exclusivamente como ilustradora e escritora de livros, os quais já foram publicados na Argentina, Brasil, México, Estados Unidos, Canadá, França e nos Emirados Árabes Unidos. Em 2011 foi selecionada para participar da Mostra Internacional de Ilustração em Sarmede, Itália: “Le immagini della fantasia”. Sendo escolhida para integrar seu importante catálogo internacional. Em 2014, foi selecionada para participar da Mostra Internacional de Ilustração de Sharjah nos Emirados Árabes e também formar parte do seu catálogo de ilustradores. 
Atualmente, mora em Porto de Galinhas, Pernambuco, Brasil, trabalhando nos seus próprios projetos de autoria integral. Entre eles: “El rey Osagboro" (Mexico), “Barbazul" (Argentina, Brasil, Canada e França), “Um coelho”” (Brasil e Espanha), “A força da palmeira” (Brasil) e o mais recente livro imagem, “Outros mundos” (Brasil). Já tem publicado mais de trinta títulos ao longo da sua carreira, e alguns dos seus trabalhos já foram animados para a TV pública argentina.

## Obras
- Minha familia enauenê, Ed. FTD, Brasil, 2018.
- Outros mundos, Ed. Tordesilihas, Brasil, 2017. (autoria integral)
- Barbazul, Ed. Aletria, Brasil, 2017. (autoria integral)
- Um coelho, Ed. Aletria, Brasil, 2017. (autoria integral)
- Olga, Ed. Lago de Histórias, Brasil, 2017.
- Mais felizes do que sempre, Ed. Lago de Histórias, Brasil, 2016.
- Palavras pequenas, Ed. Bazar do Tempo, Brasil, 2016.
- Bafafá na arca de Noé, Ed. DCL, Brasil, 2015.
- O Capitão Barbante, Ed. Lê, Brasil, 2015.
- Iya Agba, Ed. Rovelle, Brasil, 2015.
- O maior azar do mundo, Ed. Positivo, Brasil, 2014.
- De parcerias e trapaças, Ed. Aletria, Brasil, 2014.
- A força da palmeira, Ed. Pallas, Brasil, 2014. (autoria integral)
- A escada transparente, Ed. do Brasil, Brasil, 2013.
- A menina que perdeu as cores, Ed. Pallas, Brasil, 2013.
- Coleção Bicho Não, Ed. Edelbra, 2013.
- O primeiro menino, Ed. Mazza, Brasil, 2012.
- Leyendas latinoamericanas, Ed. Guadal, Argentina, 2012.
- Os três porquinhos, Ed. Panda Books, Brasil, 2012.
- O pássaro do sol, Ed. Girafinha, Brasil, 2012.
- Barbazul, Ed. Calibroscopio, Argentina, 2012. Ed. Bayard, Canadá, 2014. (autoria integral)
- Papelões e papeis, Ed. Comunicarte, Argentina, 2011.
- El Rey Osagboro, Ed. CIDCLI, Mexico, 2011.
- Mi recetario mágico, Ed. Uranito, Argentina, 2011.
- El espantoso monstruo del pantano, Ed. Tinta Fresca, Argentina, 2011.

## Exposições, mostras e festivais

### 2015
- Exposição individual “Livros e Sonhos” na Biblioteca Nacional no marco do Festival de Literatura e Ilustração da Bahia, na cidade de Salvador, Bahia, Brasil.
- Exposição individual “Livros e Sonhos” na Galeria RV Cultura e Arte, na cidade de Salvador, Bahia, Brasil.

### 2014
- Exposição coletiva de ilustradores “Traçando histórias”, trabalho selecionado, 60ª Feira do Livro de Porto Alegre, na cidade de Porto Alegre, Brasil.
- Exposição “Leendo sonhos”, na galeria A Casa do Cachorro Preto, na cidade de Olinda, Pernambuco, Brasil.
- Mostra internacional de ilustração em Sharjah, Emirados Árabes: “Sharjah Children’s Books Illustration Exhibition “. Trabalho selecionado finalista.
- Mostra “Ilustra Recife”, na cidade de Recife, Pernambuco, Brasil.

### 2013
- Performance do ilustrador, Fliporto 2013, Nova Geração, Brasil.

### 2012
- Exposição “Ciclo Difusión 2012 – muestra de arte contemporáneo”, Buenos Aires, Argentina.
- Exposição coletiva “Ingredients”, organizada pela VISIO.redux, na galeria ACBEU na Bahia, Brasil.

### 2011
- Exposição coletiva de ilustradores “Pincel, papel y tijera” na galeria Gato con Bote, Buenos Aires, Argentina.
- Mostra internacional de ilustração em Sàrmede, Itália: “Le immagini della fantasia”.
- Exposição coletiva do Fórum de ilustradores na Feira do livro de Buenos Aires, Argentina..